# 桑福德冰川
66°40′S 129°50′E / 66.667°S 129.833°E
桑福德冰川（英語：Sandford Glacier）是南極洲的冰川，位於威爾克斯地，處於莫爾斯角西南面46公里，最終注入波珀斯灣東端，根據美國海軍拍攝的空中照片繪入地圖，現時由南極條約體系管理。